# Чекмагушівський район
Чекмагу́шівський район (рос. Чекмагушевский район, башк. Саҡмағош районы) — адміністративна одиниця Республіки Башкортостан Російської Федерації.
Адміністративний центр — село Чекмагуш.

## Населення
Населення району становить 28120 осіб (2019, 30780 у 2010, 33031 у 2002).

## Адміністративно-територіальний поділ
На території району 13 сільських поселень, які називаються сільськими радами:
| Поселення                       | Площа, км² | Населення, осіб (2002) | Населення, осіб (2010) | Населення, осіб (2019) | Центр          | Населені пункти |
| ------------------------------- | ---------- | ---------------------- | ---------------------- | ---------------------- | -------------- | --------------- |
| Башировська сільська рада       | -          | 1471                   | 1228                   | 1023                   | Старобаширово  | 7               |
| Імянлікулевська сільська рада   | -          | 1580                   | 1365                   | 1127                   | Імянлікулево   | 3               |
| Калмашбашевська сільська рада   | -          | 1262                   | 1143                   | 1015                   | Калмашбашево   | 3               |
| Новобалтачевська сільська рада  | -          | 1683                   | 1595                   | 1312                   | Новобалтачево  | 10              |
| Новокутовська сільська рада     | -          | 1068                   | 935                    | 820                    | Новокутово     | 4               |
| Рапатовська сільська рада       | -          | 1163                   | 1045                   | 854                    | Рапатово       | 3               |
| Резяповська сільська рада       | -          | 1469                   | 1218                   | 1005                   | Резяпово       | 10              |
| Старокалмашевська сільська рада | -          | 2177                   | 2068                   | 1809                   | Старокалмашево | 4               |
| Тайняшевська сільська рада      | -          | 1363                   | 1214                   | 1036                   | Тайняшево      | 5               |
| Тузлукушевська сільська рада    | -          | 2340                   | 1989                   | 1652                   | Тузлукушево    | 8               |
| Урняцька сільська рада          | -          | 3060                   | 2535                   | 2018                   | Урняк          | 8               |
| Чекмагушівська сільська рада    | -          | 11772                  | 11902                  | 12181                  | Чекмагуш       | 4               |
| Юмашевська сільська рада        | -          | 2623                   | 2543                   | 2268                   | Юмашево        | 9               |

## Найбільші населені пункти
| №  | Населений пункт | Населення, осіб (2002) | Населення, осіб (2010) |
| -- | --------------- | ---------------------- | ---------------------- |
| 1  | Чекмагуш        | 11 204                 | 11 382                 |
| 2  | Старокалмашево  | 1 903                  | 1 849                  |
| 3  | Аблаєво         | 1 285                  | 1 067                  |
| 4  | Юмашево         | 817                    | 865                    |
| 5  | Рапатово        | 908                    | 830                    |
| 6  | Новобалтачево   | 749                    | 820                    |
| 7  | Калмашбашево    | 843                    | 774                    |
| 8  | Імянлікулево    | 909                    | 761                    |
| 9  | Урняк           | 830                    | 665                    |
| 10 | Сийришбашево    | 601                    | 559                    |